# Mechola
Mechola (hebrejsky מְחוֹלָה, podle biblické lokality „Ábel-mechóla“ z první knihy královské 19,16, v oficiálním přepisu do angličtiny Mehola) je vesnice typu mošav a izraelská osada na Západním břehu Jordánu v distriktu Judea a Samaří a v Oblastní radě Bik'at ha-Jarden.

## Geografie
Nachází se v nadmořské výšce 180 metrů pod úrovní moře v severní části Jordánského údolí. Na západě od osady se z příkopové propadliny Jordánského údolí zvedá prudký hřbet hornatiny Samařska. Jihovýchodně od obce teče vádí Nachal Milcha, které 4 kilometry odtud ústí do řeky Jordán. Vádí zároveň tvoří mezinárodní hranici mezi Izraelem kontrolovaným Západním břehem Jordánu a Jordánským královstvím. Na sever odtud začíná úrodné a zemědělsky využívané Bejtše'anské údolí.
Vesnice je situována cca 55 kilometrů severně od centra Jericha, cca 70 kilometrů severovýchodně od historického jádra Jeruzalému a cca 77 kilometrů severovýchodně od centra Tel Avivu.
Na dopravní síť Západního břehu Jordánu je napojena pomocí místní silnice číslo 578, která je součástí takzvané Alonovy silnice, významné severojižní dopravní osy vedoucí podél západního okraje Jordánského údolí. Tato komunikace právě u vesnice Mechola ústí do dálnice číslo 90 (takzvané Gándhího silnice), další klíčové severojižní dopravní osy Jordánského údolí. Vesnice je součástí územně souvislého pásu izraelských zemědělských osad, které se táhnou podél Jordánského údolí. Severně od ní ale leží skupina palestinských sídel, zejména vesnice Ajn al-Bajda a Bardala.

## Dějiny
Mechola leží na Západním břehu Jordánu, jehož osidlování bylo zahájeno Izraelem po jeho dobytí izraelskou armádou, tedy po roce 1967. Jordánské údolí patřilo mezi oblasti, kde došlo k zakládání izraelských osad nejdříve. Takzvaný Alonův plán totiž předpokládal jeho cílené osidlování a anexi.
Vesnice byla zřízena roku 1968. Už 28. ledna 1968 izraelská vláda odsouhlasila budoucí výstavbu nové osady v této oblasti. K tomu pak došlo v únoru 1968. Šlo ale jen o malou osadu typu nachal, tedy kombinace vojenského a civilního sídla nazývaná Nachal Mechola. Ta byla ovšem již v listopadu 1969 přeměněna na ryze civilní vesnici.
Mošav se orientuje na zemědělství, severně od vlastní osady leží rozsáhlé zemědělské pozemky a skleníky. K hlavním artiklům patří citrusy. 20. prosince 1978 souhlasila izraelská vláda, že na základě žádosti obyvatel obce Mechola bude stávající mošav rozdělen na dvě organizační části. Během 80. let 20. století pak část obyvatel z Mecholy odešla zakládat novou nedalekou vesnici Šadmot Mechola. V osadě funguje synagoga, mikve a plavecký bazén. Základní škola je k dispozici v Sde Elijahu. Platný územní plán obce předpokládal výhledovou kapacitu výstavby 90 bytových jednotek a byl už plně realizován.
Západně od vlastní osady byla v září 2001 založena izolovaná skupina domů nazvaná Giv'at Sal'it (גבעת סלעית), která se vyvíjí v nezávislou komunitu, byť formálně je považována za pouhou součást vesnice Mechola. K roku 2007 databáze organizace Peace Now v Giv'at Sal'it uvádí už 61 stálých obyvatel. Vládní zpráva z doby okolo roku 2006 uvádí, že zástavba v Giv'at Sal'it je tvořena 16 mobilními karavany, z nichž jeden slouží jako synagoga, a dalšími provizorními objekty.
Počátkem 21. století nebyla Mechola stejně jako celá oblast Oblastní rady Bik'at ha-Jarden zahrnuta do projektu Izraelské bezpečnostní bariéry, a to přesto, že v tomto místě na severním konci Jordánského údolí existuje přímá územní souvislost mezi blokem zdejších izraelských osad a izraelskými sídly uvnitř Zelené linie. Izrael si od konce 60. let 20. století v intencích Alonova plánu hodlal celý pás Jordánského údolí trvale ponechat. Budoucnost vesnice zavisí na parametrech případné mírové dohody mezi Izraelem a Palestinci. Během druhé intifády nedošlo v osadě stejně jako v celé oblasti Jordánského údolí k vážnějším teroristickým útokům.

## Demografie
Obyvatelstvo obce je v databázi rady Ješa popisováno jako nábožensky založené. Podle údajů z roku 2014 tvořili naprostou většinu obyvatel Židé (včetně statistické kategorie "ostatní", která zahrnuje nearabské obyvatele židovského původu ale bez formální příslušnosti k židovskému náboženství).
Jde o menší obec vesnického typu s dlouhodobě kolísající populací. K 31. prosinci 2014 zde žilo 467 lidí. Během roku 2014 registrovaná populace stoupla o 7,1 %.
| Rok            | 1982 | 1983 | 1985 | 1986 | 1987 | 1988 | 1989 | 1990 | 1991 | 1992 | 1993 | 1994 | 1995 | 1996 | 1997 | 1998 | 1999 | 2000 |
| -------------- | ---- | ---- | ---- | ---- | ---- | ---- | ---- | ---- | ---- | ---- | ---- | ---- | ---- | ---- | ---- | ---- | ---- | ---- |
| Počet obyvatel | 300  | 293  | 340  | 327  | 340  | 325  | 303  | 315  | 324  | 244  | 250  | 268  | 272  | 265  | 283  | 302  | 315  | 306  |

| Rok            | 2001 | 2002 | 2003 | 2004 | 2005 | 2006 | 2007 | 2008 | 2009 | 2010 | 2011 | 2012 | 2013 | 2014 |
| -------------- | ---- | ---- | ---- | ---- | ---- | ---- | ---- | ---- | ---- | ---- | ---- | ---- | ---- | ---- |
| Počet obyvatel | 302  | 311  | 327  | 360  | 362  | 351  | 357  | 373  | 377  | 399  | 420  | 429  | 436  | 467  |